# 마르코만니 전쟁
마르코만니 전쟁(bellum Germanicum et Sarmaticum, "게르만 및 사르마티아 전쟁")은 서기 166년경부터 180년까지 지속된 연속된 전쟁이다. 이 전쟁은 로마 제국이 주로 게르만족계인 마르코만니족, 콰디족 그리고 사르마티아족계인 야지게스족에 대항하여 일어난 전쟁이었는데 이 전쟁 중에 도나우강이라는 로마 제국의 유럽 북동부 전체 국경을 두고 강 양쪽에 살던 일부 다른 게르만족, 사르마티아족을 비롯해 고트족들과도 관련된 분쟁이 있기도 했다.
게르만족 및 사르마티아족에 대한 분쟁은 로마 황제 마르쿠스 아우렐리우스의 치세 대부분을 차지했었고 아우렐리우스가 자신의 철학 저서 '명상록'을 쓰기 시작한 것이 이 전쟁 기간이었다.

## 배경
즉위한 후 많은 기간 안정을 확보했던 로마 황제 안토니누스 피우스는 이탈리아를 절대 떠나지 않았고, 추가적인 정복 활동에 착수하지도 않았으며 속주의 레가투스들이 군단을 완전히 지휘할 수 있도록 허락했다. 역사가 에이드리언 골드워시는 피우스 집권기 동안 공격적 군사 활동에 대한 착수를 주저한 것이 파르티아의 영토에 대한 욕망을 기여했을 수도 있다고 상정하였다. 파르티아와 로마 간의 벌어진 전쟁은 서기 161년부터 166년까지 계속됐으며 (마르쿠스 아우렐리우스와 루키우스 베루스의 공동 집권기 동안), 이 전쟁이 성공적으로 끝났음에도, 로마 제국에 있어 이 전쟁의 예측못한 결과는 상당하였다. 귀환한 병력들은 제국에 페스트 (이른바 안토니누스 역병)을 가져왔는데, 이 역병은 추정상 7-8백만 명의 사람을 희생시키며, 로마 제국을 심각하게 약화시켰다. 역병의 결과에도 불구하고, 역사가 Kyle Harper는 이 사건이 로마 제국에 있어 치명타로 여겨지지 말아야 한다고 주장하기도 한다. 그 대신에, 제국은 그대로 모습을 유지했고 역병 직후에 로마의 출산율이 증가했기 때문에 로마의 회복력이 그 모습을 보였다고 한다.
동시에 서기 2세기의 중부 유럽에선, 민족 대이동기의 첫 번째 움직임이 일어나고 있었는데, 고트족들은 비스와강 하구에 자리 잡은 조상들의 땅(비엘바르크 문화)에서 남동쪽으로 움직이기 시작했고 북쪽과 동쪽에서 게르만 부족들에 압력을 가했다. 이 결과로, 게르만 부족들과 다른 유목 민족들은 로마의 북쪽 국경 너머 남쪽과 서쪽으로, 특히나 갈리아와 다뉴브강 너머로 약탈을 시작했다. 마르쿠스 아우렐리우스가 충돌해야만 했던 이들 민족들의 이 갑작스러운 물결은 기후 변화나 알려지지 않은 인구 증가에 대한 결과였다. 로마 제국 주변부를 따라 있는 여러 게르만 부족들이 과거 통일된 게르만 제국에 대한 아르미니우스의 미래의 꿈이라는, 가능한 결실을 맺으려는 시도의 일환으로서 로마의 의지를 시험해보기 위해 꾸민 것이라는 이론들이 존재하기도 한다. 이 전쟁 때까지, 마르코만니족과 콰디족은 로마 제국과 우호적 관계 및 로마 상품들에 대한 접근을 보통 누렸는데 로마제 가정품 및 관습들에 대한 고고학적 증거물들이 이러한 접촉을 나타낸다. 로마 제국이 접근할 수 있는 거의 모든 지역이 그렇듯이, 로마인들은 군사적 및 영토적 지배라는 결합을 목표로 했고, 동시에 상호간 이득이 되는 무역에도 착수를 하였다.

## 제1차 마르코만니 전쟁

### 제1차 침공
서기 161년 마르쿠스 아우렐리우스 황제 치세쯤, 로마 국경을 따라 압력들이 최고조에 다다랐으며 라인강과 다뉴브강의 로마 국경을 따라 있던 게르만 부족들은 자신들의 생존이 곧 로마 영토를 향해 뚫고 들어가는 것이라는 결론을 내렸다. 162년 시작되어 165년까지 계속된 라이티아와 게르마니아 수페리오르 지역에 대한 카티족과 카우키족의 침입은 격퇴되었다. 166년 말 혹은 167년 초에 랑고바르드족과 라크링기족의 6,000명의 병력이 판노니아를 공격했다. 이 공격은 상대적으로 쉽게 지역 병력들 (칸디두스라는 특정 인물이 이끈 아디우트릭스 제1군단의 벡실라티오 부대들과 빈덱스가 이끄는 울피아 콘타리오룸 기병대)이 격퇴시켰으나, 이들의 침입은 무엇이 시작될 지를 알렸다. 이후에, 판노니아의 군사 총독인 마르쿠스 얄리우스 바수스는 11개 부족들과 협상에 착수했다. 이 협상에서, 로마의 종속국 왕인 마르코만니족의 왕 발로마르가 중재자로서 활동했다. 협상 중에, 휴전이 합의됐고 이들 부족들은 로마 영토에서 물러났지만, 영구적인 합의에는 도달하지 못했다. 같은 해, 반달족 (아스팅기족과 라크링기족)과 사르마티아계 야지게스족이 다키아를 침입하여, 그곳의 총독인 칼푸르니우스 프로쿨루스를 죽이는 데 성공한다. 이들에 대항하여, 파르티아 전역의 고참병들로 구성된 마케도니카 제5군단이 모이시아 인페리오르에서 적에게 더 가까운 다키아 수페리오르로 이동했다.

### 로마의 판노니아 제1차 원정 (168년)
안토니누스 역병이 제국을 파괴하던 이 시기, 마르쿠스 아우렐리우스는 더 이상 무언가를 할 수 없었고, 그가 직접 이끌도록 계획하던 토벌은 168년까지 연기되었다. 168년 봄에, 마르쿠스 아우렐리우스는 루키우스 베루스와 같이 로마에서 출정하여, 아퀼레이아에서 원정 기지를 세웠다. 두 황제는 이탈리아 및 일리리쿰 지역의 방어선 재조직을 감독했고 이탈리카 제1군단과 이탈리카 제2군단 등 새로운 군단 두 개를 창설하고, 알프스를 넘어 판노니아로 향했다. 마르코만니족과 빅투알리족은 도나우강을 넘어 판노니아로 들어갔지만 최소한 '히스토리아 아우구스타'에 따르면, 카르눈툼으로 향하는 제국의 군대 접근이 이들 부족 병력들의 철수하고 호송에 대한 보장을 제공하겠다고 설득시키기에 충분했다고 한다. 두 황제는 겨울 때문에 아퀼레이아로 돌아갔지만, 도중인, 169년 1월에, 루키우스 베루스가 사망하고 만다. 마르쿠스는 공동 황제의 장례를 주관하러 로마로 돌아갔다.

### 로마의 야지게스족에 대한 원정 및 게르만족의 이탈리아 침입
169년 가을에, 마르쿠스는 전쟁 기간 가장 가까운 보조관이 될 인물인 사위 클라우디우스 폼페이아누스와 함께 로마에서 출발했다. 로마인들은 병력을 모았고 다뉴브와 로마령 다키아 속주 사이에 살던 부족들 (특히 야지게스족)을 제압시킬 의도가 있었다. 야지게스족은 하 모이시아의 총독 마르쿠스 클라우디우스 프론토를 격퇴시키고 살해해냈다. 그그런데, 동시에 로마군이 거의 진척을 보이지 못한 채 전쟁에서 해매고 있는 동안, 몇몇 부족들은 국경을 넘어 로마의 영토를 약탈할 기회로 삼았다.
동쪽에선, 코스토보키족이 다뉴브강을 건너, 트라키아를 파괴하고 발칸반도로 내려가, 아테네 근처 엘레우시스에 접근하여, 엘레우시스 밀의종교의 신전을 파괴했다.

1세기 중엽의 중부 유럽의 게르만 부족들. 마르코만니족과 콰디족 들은 오늘날 보헤미아 지역에 있었다.

그렇지만 가장 핵심적이고 위험한 침입은 서쪽에서 마르코만니족의 침입이었다. 이들의 지도자 발로마르는 게르만 부족 연합군을 조직해냈다. 이들은 도나우강을 건너 카르눈툼 인근에서 2만 명의 로마군을 상대로 결정적 승리를 거뒀는데 이 전쟁은 이따끔 카르눈툼 전투로 알려져 있다. 그 뒤에 발로마르는 이탈리아를 향해 남쪽으로 그의 부대 중 상당 수를 이끌었고, 동시에 나머지 병력은 노리쿰을 파괴했다. 마르코만니족은 오피테르기움(Opitergium, 오데르초)을 약탈하고 아퀼레이아를 포위했다. 이는 기원전 101년에 가이우스 마리우스가 킴브리족을 격퇴시킨 이래로 적대적 군대가 이탈리아에 진입한 첫 경우였다. 친위대 사령관 티투스 푸리우스 빅토리누스의 병력이 아퀼레이아의 포위를 풀어보려 했으나, 격퇴당하고 그는 전투 중에 사망한 것으로 보인다 (다른 사료에서는 역병으로 사망했다고 한다).
아퀼레이아에 대한 게르만족의 침입이 벌어진 해에 대해서 학자들 사이의 의견 일치는 없다. 마르쿠스 아우렐리우스의 전기 작가 프랭크 맥린 같은 일부 학자들은 카르눈툼 인근의 패배 시기를 170년으로 받아들이면서, 게르만족의 대침입 자체를 이보다 3년 전에 일어났다고 본다. 이들은 이 침입이 167년에 일어났다고 주장하는데 170년쯤에 게르만족들이 알프스를 통해 북부 이탈리아로 향하는 것을 막는 168년-169년에 세워진 요새인 'Praetentura Italiae et Alpium'에 저지당했을 것이 때문이라는 것인데, 모든 사료들에서는 이 요새 시설이 군사적 낙승으로 이끈 것을 확인해주었다. 추가적 논쟁은 167년-168년에 로마를 사로잡은 공포라는 것이 게르만 부족들이 다뉴브강의 반대쪽에 있다고 하더라도 말이 안된다는 주장이다. 물론, 재앙이 벌어졌을 때 황제가 국경 근처에 있다고 하는 어떠한 사료의 언급도 없으나, 170년 쯤에 마르쿠스 아우렐리우스가 국경 최전선에 자리잡았다고만 한다. 맥린은 마르쿠스 아우렐리우스와 루키우스 베루스가 재앙 직후에 사기를 회복시키기 위해 아퀼레이아에 갔다고 주장하며 아퀼레이아는 어떤 지리적, 병참적 혹은 군사적 장점이 없었고 판노니아의 다뉴브 군사 작전을 벌이기 위한 기지라는 것이다. 맥린은 다른 작가들에 의해 170년이 제시된 대에 대한 이유가 재앙에 대한 희생양으로서 아보노테이코스의 알렉산드로스의 영향력을 고려한 루키아노스의 증언에 많은 무게를 두기 때문이라고 하였으며 실제로도 알렉산드로스가 170년쯤에 여전히 살아있었는지가 불분명하고 루키아노스의 연대기가 어느 시점에서는 의심스럽다.

### 로마의 반격과 마르코만니족의 패배

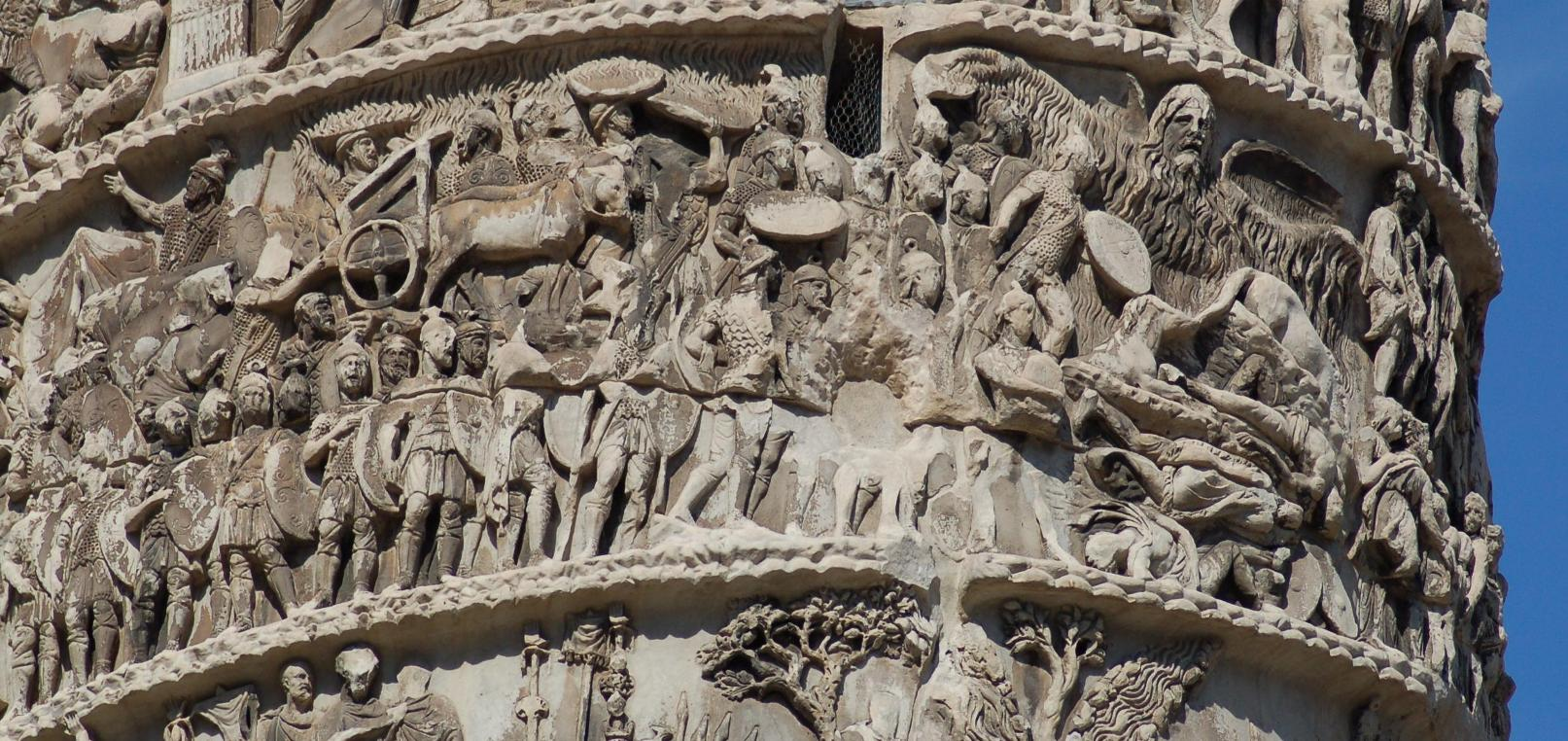
아우렐리우스 원주에서 '기적의 비' 장면. 정체 미상의 '비의 신'(상단의 오른쪽)이 로마군을 구한다.

이 재앙은 마르쿠스가 우선순위를 재조정하게 하였다. 여러 국경의 병력들이 발로마르에 맞서 파견되었다. 이들은 클라우디우스 폼페이아누스의 지휘 하에 있었는데, 미래의 황제인 페르티낙스가 그의 부관 중 한 명이었다. 새로운 군사 사령부인 '이탈리아 알프스 국경 수비대'(praetentura Italiae et Alpium)가 이탈리아로 향하는 도로들의 안정화를 위해 설치되었으며, 다뉴브 함대는 전력이 강화됐다. 아퀼레리아는 해방되었고, 171년 말에, 침입자들은 로마 영토에서 추방당했다. 로마인들은 다뉴브강을 도하하는 걸 대비해 여러 야만 부족들한테서 승리를 얻으려 했기에 격렬한 외교 활동이 이어졌다. 강화 조약은 콰디족과 야지게스족 등과 이뤄졌고, 하스딩기족 계열의 반달족과 라크링기족 등은 로마의 동맹이 됐다.
172년에, 로마인들은 도나우강 너머 마르코만니의 영토로 넘어갔다. 자세한 내용은 거의 알려진 것이 없지만, 로마인들은 마르코만니족과 이들의 동맹인 바리스티족 또는 나리스티족과 코티니족을 굴복시키며 성공을 거둔다. 이 사실은 마르쿠스 아우렐리우스가 '게르마니쿠스'라는 칭호를 얻은 것과 '게르마니아 카프타'(Germania capta, 굴복시킨 게르마니아)라는 문구가 새겨진 주화를 발행하는 등에서 확실하다. 이 전쟁 동안, 나리스티족의 족장은 로마 장군 마르쿠스 발레리우스 막시미아누스에게 전사하기도 했다.
173년에, 로마인들은 조약을 깨뜨리고 동족들을 돕던 콰디족을 상대로 군사 활동을 벌였으며, 이들을 제압시키고 복종시켰다. 이 기간에, 이른바 '기적의 비'라 불린 유명한 사건이 벌어졌는데, 이 사건은 후에 마르쿠스 아우렐리우스 원주와 주화에 묘사되었다. 카시우스 디오에 의하면, '풀미나타 제12군단'이  압도적인 콰디족 병력에 포위됐고 열기와 갈증 때문에 거의 항복할 뻔했다. 그러나 이들은 갑작스러운 소나기로 구원을 받게 되는데, 이 소나기는 로마인들에게는 생기를 되찾게 해주었고, 동시에 천둥이 콰디족을 강타했다. 동시대 사람들과 역사가들은 이를 신성한 개입으로 보는데 디오는 이 소나기가 이집트 출신 마법사가 메르쿠리우스에게 기도를 들여 일어난 것이라 하였고, 테르툴리아누스 같은 기독교인 작가들은 기독교인들의 기도로 벌어진 것으로 보았다.
같은 해, 라인강 국경 지휘관 디디우스 율리아누스는 카티족과 헤르문두리족의 침입을 격퇴시키는 한편, 카우키족은 갈리아 벨기카의 해안선을 약탈했다.
다음 해, 로마인들은 콰디족을 상대로 군대를 일으켜 진격했는데, 콰디족은 친로마 정치색을 띠던 왕 푸르티우스를 폐위시키고 경쟁 상대였던 아리오가이수스를 그 대신으로 왕위에 올렸었다. 마르쿠스 아우렐리우스는 그를 왕으로 인정하지 않고, 되돌려 보낸 뒤에, 폐위시키고 알렉산드리아로 추방보냈다. 이로 인해, 174년 말, 콰디족의 복종이 완성되었다. 전형적인 로마 방식에 따라, 콰디족은 인질들을 놔줘야만 했고 로마군에 보조병들을 보내야만 하는 한편, 수비대들이 이들 영토 곳곳에 배치됐다.
그 뒤에, 로마인들은 티서강 평야에 살던 야지게스족으로 관심을 돌렸다 (expeditio sarmatica). 몇 차례 승리를 거둔 뒤, 175년에 조약이 체결됐다. 조약에 대한 조건으로, 야지게스족의 왕 잔티쿠스는 로마인 포로 100,000명을 전했고, 추가적으로 보조군 기병대 8,000명을 제공했는데, 이 중에 많은 수 (5,500명)가 브리타니아로 보내졌다. 이에 따라, 마르쿠스는 '사르마티쿠스'라는 칭호를 얻었다.
마르쿠스 아우렐리우스는 최근의 정복과 함께 '마르코만니아' 그리고 '사르마티아' 등 새로운 로마 속주 두 곳을 건설하는 등 나머지 부족들을 상대로 군사 활동을 의도했을 수도 있지만, 그 계획이 무엇이 됐든 그 계획은 동방에서 아비디우스 카시우스의 반란으로 중단디고 말았다.
마르쿠스 아우렐리우스는 마르쿠스 발레리우스 막시미아누스의 지휘에 있던 마르코만니족, 콰디족, 나리스티족 등의 파견 부대등과 더불어 그의 부대를 이끌고 동쪽으로 향했다. 카시우스의 반란을 진압한 뒤, 황제는 거의 8년 만에 처음으로 로마로 복귀했다. 176년 12월 23일에, 아들 콤모두스와 같이 그는 게르만족들('de Germanis' 그리고 'de Sarmatis')에 대한 승리를 기념한 공동 개선식을 치렀다. 이 개선식 중에, 아우렐리우스 원주가 트라야누스 원주를 모방하여 세워졌다.

## 제2차 마르코만니 전쟁

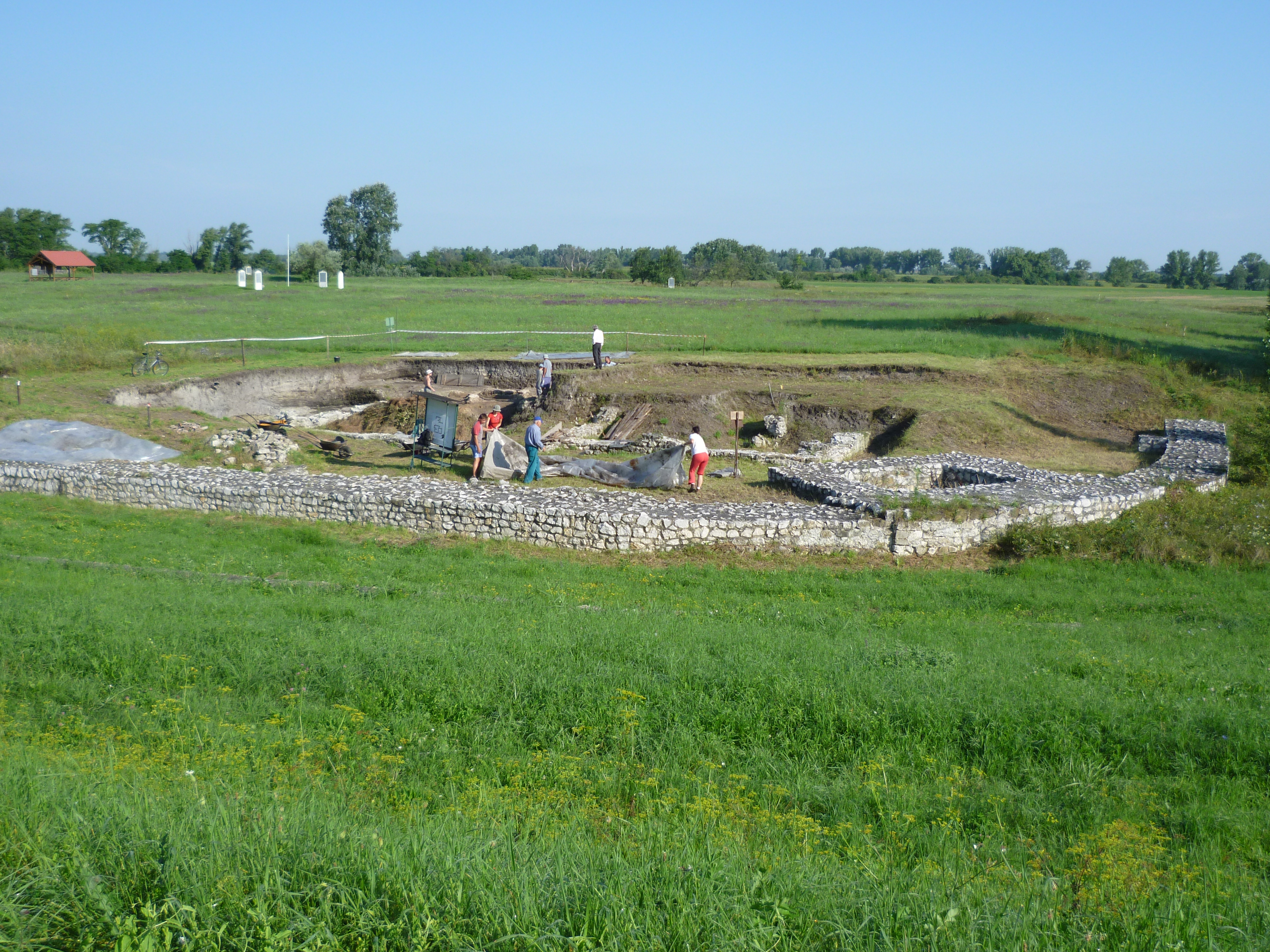
슬로바키아의 다뉴브강 왼쪽 강변에 있는 로마의 카스텔룸인 켈레만티아.

이전 해의 승전식은 서기 177년의 잠깐의 휴식에 불과했는데 콰디족이 반란을 일으켰고 얼마 안 있어 이들의 이웃인 마르코만니족도 잇달아 반란을 일으켰다. 마르쿠스 아우렐리우스는 그의 두 번째 게르만족 군사 활동('secunda expeditio germanica')을 시작하기 위해 다시 한번 북쪽으로 향했다. 그는 178년 8월에 카르눈툼에 도착했고 첫 번째 군사 활동의 반복에 대한 반란을 진압하러 나섰고, 서기 179년과 180년 사이에 마르코마니족과 콰디족을 상대하러 먼저 움직였다. 마르쿠스 발레리우스 막시미아누스 지휘 하의, 로마군은 라우가리키오(Laugaricio, 오늘날 슬로바키아 트렌친 인근)에서 벌어진 결정적 전투에서 콰디족과 싸워 승리를 거뒀다. 콰디족은 대게르마니아가 있는 서쪽까지 추적을 당하였고, 이후 친위대 사령관 푸블리우스 타루테니우스 파테르누스가 이들을 상대로 또 한번의 결정적 승리를 거둬냈으나, 180년 3월 17일에 마르쿠스 아우렐리우스가 빈도보나 (오늘날 빈)에서 사망하고 말았다.
그의 아들이자 후임자인 콤모두스는 아버지가 죽은 뒤에 전쟁을 이어나가는 데 관심이 거의 없었다. 콤모두스는 고참 장군들의 조언에도 마르코만니족 및 콰디족과 평화 조약을 성사시켰다. 그런 다음 그는 서기 180년 가을 초에 로마로 떠나, 10월 22일에 개선식을 치렀다.
야지게스족, 부리족 그리고 도나우강과 로마령 다키아 사이에 거주하던 이른바 자유 다키아인을 상대로 군사 활동은 계속됐다. 이 전쟁에 대해선 마르쿠스 발레리우스 막시미아누스, 페스켄니우스 니게르, 클로디우스 알비누스 등의 로마 장군들을 제외하고는 많이 알려진 것은 없다. 그 비율이 어떻게 됐든, 이들이 얻어낸 승리들은 콤모두스 황제가 182년 중엽에 '게르마니쿠스 막시무스'라는 칭호를 주장하기에는 충분했던 것으로 보인다.
한 비문 (CIL III 5937)은 루기족 혹은 부리족 등의 게르만 부족에 대한 군사 활동 (Expeditio Burica)을 묘사한다.

## 여파
이 전쟁은 로마의 북쪽 국경의 위태로움을 노출시켰고, 이에 따라, 로마 군단의 절반 (33개 중 16개)이 다뉴브강과 라인강을 따라 배치되었을 것이다. 여러 게르만족들이 다키아, 판노니아, 게르마니아, 독일 같은 국경 속주들에 정착했다. 이는 새로운 것이 아니었지만, 이번엔 다수의 정착민들이 다뉴브강 왼쪽 강가에 오늘날 체코와 슬로바키아를 포함하는, 사르마티아 및 마르코만니아 등의 새로운 국경 속주 설치를 요구했다. 라벤나에 정착한 일부 게르만인들은 반란을 일으켜 도시를 거의 장악할 뻔했다. 이 때문에, 마르쿠스 아우렐리우스는 이탈리아로 더 이상의 야만인들을 데려오지 않기로 한 것만이 아니라, 심지어는 이전에 정착했던 이들도 추방시키기로 결정했다. 게르만족들은 일시적으로 억제되었으나, 마르코만니 전쟁은 4세기 및 5세기에 서로마 제국을 무너트린 침입의 전조에 불과하였다.

## 지도
설명: 빨간 화살표: 로마군. 초록 화살표: 마르코만니족. 하단 밑 왼쪽 구성은 이탈리아 및 아드리아해.
제1차 마르코만니 전쟁

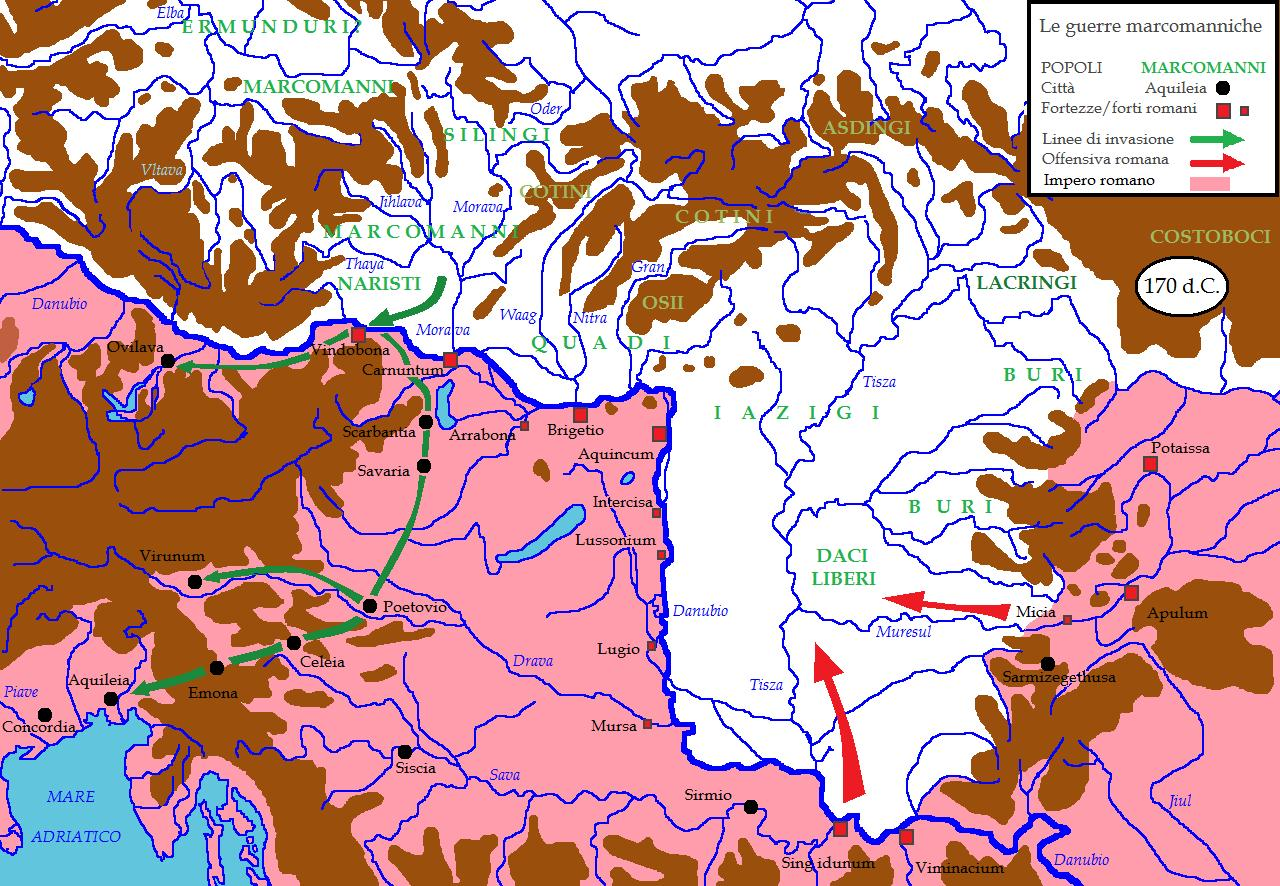
판노니아 대평원 및 마르코만니족 대침입 (167년 혹은 170년)에 벌어진 야지게스족을 상대로 진행된 로마의 토벌 활동.
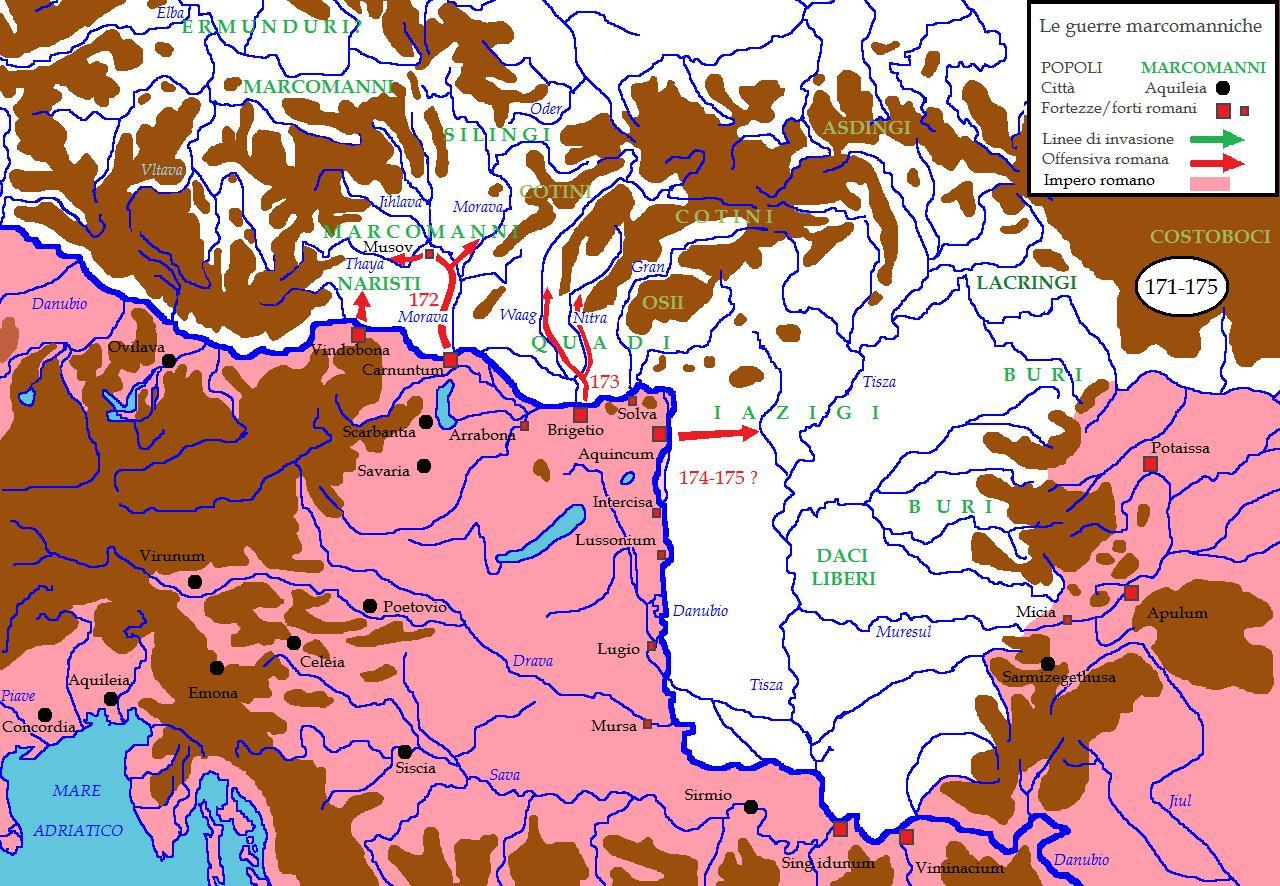
171년-175년간 도나우강 너머 벌어진 로마의 반격

제2차 마르코만니 전쟁

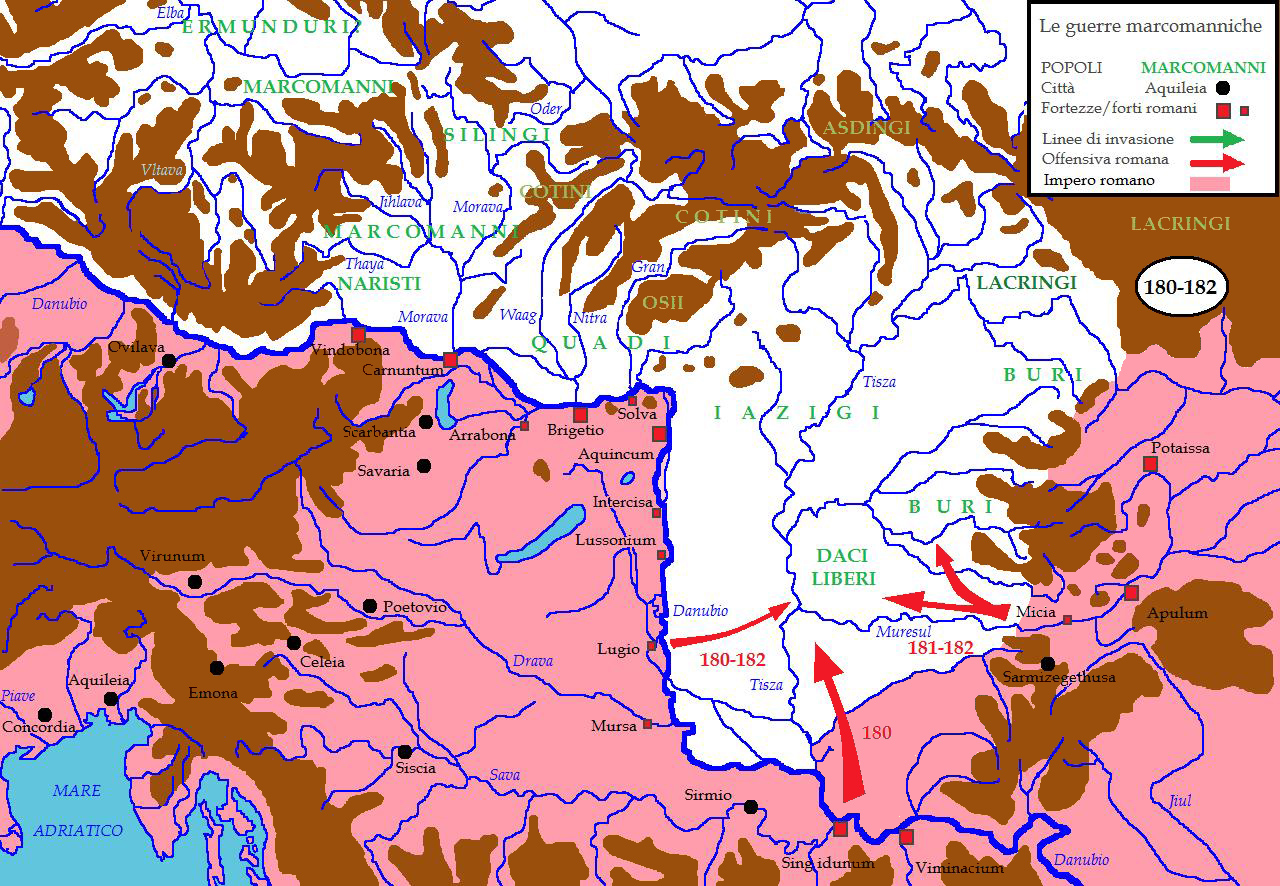
180년–182년간 로마의 군사 활동

### 내용주
1. ↑  유스티노 순교자, The Apostolic Fathers with Justin Martyr and Irenaeus, :
2. ↑  역사가 Péter Kovács는 마르코만니 전쟁에 대한 여러 라틴어 파생어들을 명시했다.[1]
3. ↑  마르쿠스 아우렐리우스는 제1권에서 이 민족들을 언급했고, 이들에 대해서 "그라우나강에 있는 콰디족들 중 하나"라고 주석을 달았다".[2]
4. ↑  Cassius Dio, LXXII, p.12.
5. ↑  Cassius Dio, LXXII.8–10.
6. ↑  Cassius Dio, LXXII.13–14.
7. ↑  사르마티아인의 한 갈래인, 야지게스족은  캐터프랙트 혹은 중기병으로서 높은 평가를 받았다. 카시우스 디오, LXXII.16.
8. ↑  Cassius Dio, LXXII, p.11.

### 참조주
1. ↑  Kovács 2009, 202–203쪽.
2. ↑  Marcus Aurelius 2007.
3. ↑  Goldsworthy 2016, 183쪽.
4. ↑  Goldsworthy 2016, 341쪽.
5. 1 2  Harper 2017, 115쪽.
6. ↑  Harper 2017, 116쪽.
7. ↑  Wolfram 1988, 40–43쪽.
8. ↑  McLynn 2009, 328–329쪽.
9. ↑  McLynn 2009, 329–330쪽.
10. ↑  Goldsworthy 2016, 393쪽.
11. ↑  Goldsworthy 2016, 394쪽.
12. ↑  Bunson 1995, 260쪽.
13. ↑  Historia Augusta, Lucius Verus, 9.7–11
14. ↑  McLynn 2009, 628쪽.
15. ↑  Historia Augusta, Marcus Aurelius, 24.5

## 참고 문헌
- Bunson, Matthew (1995). 《A Dictionary of the Roman Empire》. Oxford and New York: Oxford University Press. ISBN 978-0-19510-233-8.
- Cassius Dio, Historia romana, Books LXXII & LXXIII
- Goldsworthy, Adrian (2016). 《Pax Romana》. New Haven and London: Yale University Press. ISBN 978-0-30017-882-1.
- Harper, Kyle (2017). 《The Fate of Rome: Climate, Disease, and the End of an Empire》. Princeton and Oxford: Princeton University Press. ISBN 978-0-69116-683-4.
- Historia Augusta, The. Lives of Marcus Aurelius. 1 & 2, Lucius Verus and Commodus (Loeb Classical Library edition).
- Kovács, Péter (2009). 《Marcus Aurelius' Rain Miracle and the Marcomannic Wars》. Leiden and Boston: Brill. ISBN 978-9-00416-639-4.
- Herodian, History of the Roman Empire since the Death of Marcus Aurelius 보관됨 2015-05-04 - 웨이백 머신, Book I, Ch. 1–6
- Marcus Aurelius (2007). “Meditations”. Internet Classics Archive. 2007년 10월 13일에 원본 문서에서 보존된 문서. 2007년 9월 4일에 확인함.
- McLynn, Frank (2009). 《Marcus Aurelius: A Life》. Cambridge, MA: Da Capo Press. ISBN 978-0-30681-830-1.
- Robertson, Donald. How to Think Like a Roman Emperor: The Stoic Philosophy of Marcus Aurelius. New York: St. Martin's Press, 2019.
- Wolfram, Herwig (1988). 《History of the Goths》. Berkeley and Los Angeles: University of California Press. ISBN 0-520-05259-5.